# Goldthwaite, Texas
Goldthwaite là một thành phố thuộc quận Mills, tiểu bang Texas, Hoa Kỳ. Năm 2010, dân số của xã này là 1878 người.

## Dân số
- Dân số năm 2000: 1802 người.
- Dân số năm 2010: 1878 người.